# Philipp Seiler
Philipp Seiler (* vor 1573; † 26. Juli 1623 in Marienstatt) war ein deutscher römisch-katholischer Geistlicher und der 34. Abt der Abtei Marienstatt. Sein Abbatiat ging von 1586 bis 1623.

## Leben und Wirken
Philipp Seiler wuchs in Münstermaifeld auf und war Sohn des Bürgers Hans Seiler. Eine erste Erwähnung geht auf das Jahr 1573 zurück: Die Marienstatter Mönche protestierten gegen den Grafen von Sayn. Am 22. Februar 1583 ist er als Küchenmeister der Abtei genannt. Am 30. Dezember 1583 wurde Seiler als Abt erwähnt, das heißt, dass er zuvor gewählt worden sein muss. 
Die Grafen zu Sayn wollten immer mehr Einfluss in Marienstatt haben, deswegen wandte sich Abt Philipp immer öfter an die Erzbischöfe von Trier und Köln. 
Der Abt starb am 26. Juli 1623. Sein Grab befindet sich im Kapitelsaal der Abtei. 

### Siegel
Der Siegel des Abts ist – im Gegensatz zu denen seiner Vorgänger – rund: Abgebildet ist ein Abt in Kukulle. In der rechten Hand hält er einen Krummstab, in der linken ein Buch. Unter dieser Darstellung befindet sich ein Wappen. Außen herum umläuft die Inschrift: CONSIGLVM ABBA(TIS) LOCI S(ANCTAE) MA(RIAE).